# Ötödik buddhista zsinat
Az ötödik buddhista zsinat (burmai: ပဉ္စမသင်္ဂါယနာ) a burmai (ma Mianmar) Mandalaj 1871-ben, Mindon király uralkodása idején. A zsinat legfőbb célja az volt, hogy elszavalják Buddha összes tanítását, amely a théraváda páli kánonjában szerepel, és részletesen megvizsgálják, hogy bármelyik jelentése torzult-e vagy részek kimaradtak-e a történelem során. A tanácskozást három tiszteletbeli elnök - Mahathera Dzsagarabhivamsza, Narindabhidhadzsa és Maháthéra Szumangalaszami - és összesen 2400 szerzetes jelenlétében tartották. A dharma-felolvasások öt hónapig tartottak.
Az ötödik buddhista tanácskozás burmai ügynek számított, amelyen szinte semmilyen más országból nem voltak képviselők. Burmán kívül általánosságban nem is fogadják el ezt a zsinatot hivatalosan. Később, a théraváda irányzat által tartott, nemzetközi hatodik buddhista zsinatot mégis "hatodiknak" nevezték, mintegy hallgatólagosan elfogadva az ötödik zsinat történelmi tényét - még akkor is, ha Burmán kívül más ország nem vett azon részt.
Érdekességként érdemes megjegyezni, hogy a negyedik és a hatodik buddhista tanácskozások között tartottak még más nagyszabású tanácskozásokat is Srí Lankán és Thaiföldön. Ezek alapján a buddhista tanácskozások számát többféleképpen is lehet értelmezni.